# Stoutsville (Missouri)
Stoutsville é uma vila localizada no estado americano de Missouri, no Condado de Monroe.

## Demografia
Segundo o censo americano de 2000, a sua população era de 44 habitantes.
Em 2006, foi estimada uma população de 44, um aumento de 0 (0.0%).

## Geografia
De acordo com o United States Census Bureau tem uma área de
2,1 km², dos quais 2,1 km² cobertos por terra e 0,0 km² cobertos por água. Stoutsville localiza-se a aproximadamente 186 m acima do nível do mar.

## Localidades na vizinhança
O diagrama seguinte representa as localidades num raio de 24 km ao redor de Stoutsville.